# 银星
银星（1929年—），原名尹遵谟（一作漠），字圣峰，笔名江潮、雪迅、卫军、仲奎，男，山东邹平人，中国作曲家，曾任中国音乐家协会常务理事。